# Oberonia pyrulifera
Oberonia pyrulifera är en orkidéart som beskrevs av John Lindley. Oberonia pyrulifera ingår i släktet Oberonia och familjen orkidéer. Inga underarter finns listade i Catalogue of Life.